# Leopoldstad-rellen (1959)

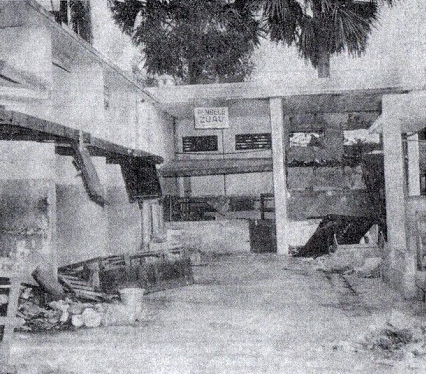
Schade aan de Congolese openbare markt in Leopoldstad door de rellen

De Leopoldstad-rellen waren een uitbarsting van burgerlijke onrust in Leopoldstad (het moderne Kinshasa) in Belgisch-Congo, die plaatsvond in januari 1959 en een cruciaal moment markeerde voor de Congolese onafhankelijkheidsbeweging. De onrust ontstond na een verbod op een ABAKO-vergadering, waarop de koloniale autoriteiten hardhandig ingrepen. Hoewel het exacte dodental niet bekend is, vielen er minstens 49 doden. Het totale aantal slachtoffers wordt geschat op mogelijk 500. Na de rellen werd een rondetafelconferentie in Brussel georganiseerd om de voorwaarden voor de onafhankelijkheid van Congo te bespreken. Congo verkreeg uiteindelijk zijn onafhankelijkheid op 30 juni 1960 en werd de Republiek Congo.

## Achtergrond
Tijdens de latere fasen van de Tweede Wereldoorlog ontstond in Congo een nieuwe sociale groep, bekend als de évolués. Deze vormden een Afrikaanse middenklasse in de kolonie en bekleedden geschoolde posities, zoals klerken en verpleegsters, die beschikbaar kwamen door de economische groei. Hoewel er geen universele criteria waren om évolué-status te bepalen, werd over het algemeen verwacht dat iemand "een goede beheersing van het Frans had, het christendom omarmde, en een vorm van post-primair onderwijs genoot."
In 1958 groeide het nationalisme toen meer évolués begonnen te interacteren met anderen buiten hun eigen gemeenschappen en begonnen te discussiëren over de toekomstige structuren van een postkoloniale Congolese staat. Een groot aantal nieuwe politieke partijen streden om populaire steun, waaronder de Alliance des Bakongo (ABAKO), geleid door Joseph Kasavubu, en de Mouvement National Congolais (MNC), geleid door Patrice Lumumba. De Belgische koloniale administratie probeerde een plan voor dekolonisatie op gang te brengen, maar wilde meer tijd om een Congolese administratie op te bouwen en zich voor te bereiden op hun vertrek. Daarom probeerden ze het land te isoleren van Afrika en Europa en politieke organisatie te onderdrukken.
Dit werd steeds moeilijker naarmate het Congolese nationalisme populairder werd. In juli 1958 richtte de Belgische regering een studiegroep op om nieuwe hervormingen in de kolonie te overwegen. Als reactie op de bevindingen van de studiegroep besloot de koloniale administratie op 13 januari 1959 constitutionele veranderingen in Congo aan te kondigen.
Op 28 december 1958 organiseerde Lumumba een grote bijeenkomst van de MNC in Leopoldstad, waar hij verslag deed van zijn deelname aan de All-African Peoples' Conference eerder die maand in Accra (Ghana). Na het succes van deze bijeenkomst besloot Kasavubu om een week later, op zondag 4 januari 1959, zijn eigen evenement te organiseren om het Afrikaanse nationalisme te bespreken. ABAKO verzocht om toestemming om de bijeenkomst te houden in het YMCA-gebouw van Leopoldstad, maar de gemeentelijke overheid, die slechts kort van tevoren op de hoogte was gebracht, stond alleen een "besloten bijeenkomst" toe. Belgische functionarissen waarschuwden ook dat ABAKO-leiders verantwoordelijk zouden worden gehouden als het evenement politiek werd.

## Oproer

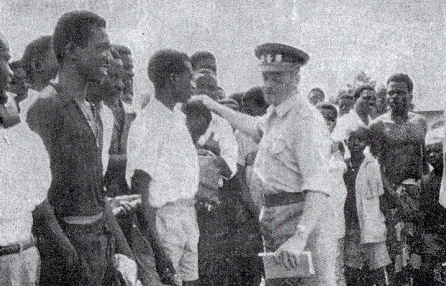
Generaal Émile Janssens spreekt met burgers in Leopoldstad na de rellen. Janssens had de leiding over het onderdrukken van de onrust.

De waarschuwingen van de autoriteiten werden opgevat als een verbod op de bijeenkomst door de leiding van ABAKO. Op 3 januari probeerde het leiderschap van ABAKO daarom hun evenement uit te stellen, maar op zondag 4 januari verzamelde zich toch een grote menigte bij het YMCA-gebouw. Kasavubu en andere ABAKO-functionarissen kwamen om de demonstranten naar huis te sturen, maar slaagden er niet in de menigte te kalmeren. Het geweld begon nadat de demonstranten weigerden uiteen te gaan, waarbij stenen naar de politie werden gegooid en blanke automobilisten werden aangevallen. De menigte groeide snel aan, waarbij naar schatting 35.000 Congolezen betrokken raakten bij het geweld, dat zich verspreidde naar de Europese wijk van de hoofdstad. Winkels werden vernield en geplunderd, en katholieke missies werden in brand gestoken, terwijl veel demonstranten riepen om "onmiddellijke onafhankelijkheid". De orde werd hersteld met behulp van pantservoertuigen onder leiding van generaal Émile Janssens. De koloniale autoriteiten arresteerden tot wel 300 Congolezen, waaronder Kasa-vubu, Simon Mzeza, en Daniel Kanza van ABAKO, en beschuldigden hen van het aanzetten tot de rellen.

## Nasleep

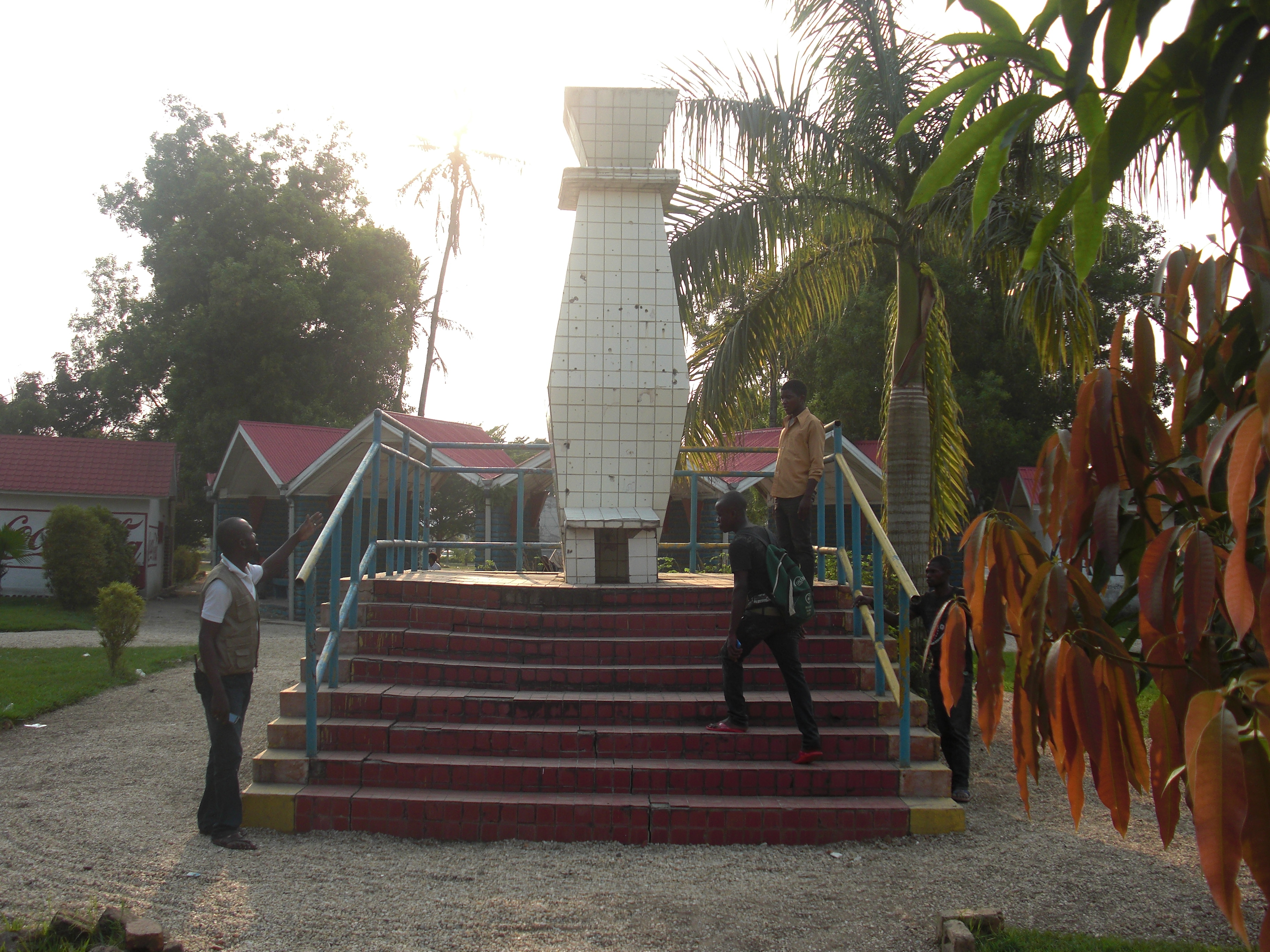
De Place du 4 Janvier in Kisangani is een van de openbare ruimtes in Congo die haar naam ontleent aan de rellen in Leopoldstad

Schattingen van het uiteindelijke dodental van de rellen variëren, maar schattingen van het totale aantal slachtoffers lopen op tot wel 500. De officiële slachtoffers werden geteld als 49 gedode Afrikanen en 241 gewonden. Veel Afrikanen zochten geen behandeling in ziekenhuizen en velen van degenen die stierven, werden onopvallend begraven. De rellen van januari markeerden een keerpunt in de Congolese bevrijdingsbeweging, waardoor koloniale en Belgische autoriteiten gedwongen werden te erkennen dat er ernstige problemen bestonden in de kolonie. In tegenstelling tot eerdere uitingen van ontevredenheid werden de grieven voornamelijk overgebracht door ongeschoolde stedelijke bewoners, niet door évolués. Veel évolués, zoals de Europeanen, waren verontrust door de vernielingen.
Direct na de rellen legden Belgische autoriteiten de schuld bij werkloze Afrikanen, maar beweerden dat de meerderheid van de 250.000 Afrikaanse inwoners van de stad er niet bij betrokken was. Het Belgische parlement stelde een onderzoekscommissie in om de oorzaak van de rellen te onderzoeken. De commissie concludeerde dat de onrust het hoogtepunt was van ontevredenheid over raciale discriminatie, overbevolking en werkloosheid. Het stelde ook vast dat externe politieke gebeurtenissen, zoals de beslissing van Frankrijk om zelfbestuur te verlenen aan het naburige Franse Congo, een bijdragende factor waren, en bekritiseerde de reactie van de koloniale administratie op de rellen. Op 13 januari ging de administratie door met haar geplande aankondiging van hervormingen, waaronder nieuwe lokale verkiezingen in december, de invoering van een nieuwe ambtenarenstatus die geen raciale onderscheidingen maakte, en de benoeming van meer Afrikanen in adviesorganen. Koning Boudewijn verklaarde ook voor het eerst dat onafhankelijkheid aan de Congo zou worden verleend in de toekomst. Internationale media namen aan dat de hervormingen werden doorgevoerd als reactie op de rellen. Er is echter geen bewijs om dit te ondersteunen, hoewel het mogelijk is dat de verklaring van Boudewijn werd afgelegd om de Congolese mening te temperen.

## Nalatenschap
4 januari wordt gevierd als een nationale feestdag in de Democratische Republiek Congo, bekend als de Dag der Martelaren. De gebeurtenissen markeerden de radicalisering van de onafhankelijkheidsbeweging en worden vaak beschouwd als het "doodsbericht" voor de Belgische controle over Congo. Deze radicalisering vond plaats aan beide kanten, waarbij een Congolese groep voor het eerst bereidheid toonde om geweld te gebruiken om onafhankelijkheid te bereiken, en velen in de blanke gemeenschap ook steeds meer bereid waren tot geweld. Sommige blanken planden zelfs een staatsgreep indien een zwarte meerderheidsregering aan de macht zou komen.
De rellen markeerden ook een periode van toenemende spanning en een breuk voor het MNC, de belangrijkste politieke rivalen van de ABAKO. Met het begin van onrust in januari breidde de invloed van beide nationalistische partijen zich voor het eerst uit buiten de grote steden, en nationalistische demonstraties en rellen werden het komende jaar een regelmatig voorkomend verschijnsel, waarbij grote aantallen zwarte mensen van buiten de évolué-klasse werden betrokken bij de onafhankelijkheidsbeweging. Met de arrestatie van het merendeel van de ABAKO-leiders bevond de MNC zich in een gunstige politieke positie.